# Ante Pehar
Ante Pehar es un deportista yugoslavo que compitió en atletismo adaptado. Ganó tres medallas en los Juegos Paralímpicos de Verano en los años 1984 y 1988.

## Palmarés internacional
| Juegos Paralímpicos | Juegos Paralímpicos                              | Juegos Paralímpicos | Juegos Paralímpicos  |
| Año                 | Lugar                                            | Medalla             | Prueba               |
| ------------------- | ------------------------------------------------ | ------------------- | -------------------- |
| 1984                | Nueva York (EE. UU.) Stoke Mandeville (R. Unido) | Medalla de oro      | Salto de longitud B2 |
| 1984                | Nueva York (EE. UU.) Stoke Mandeville (R. Unido) | Medalla de oro      | Triple salto B2      |
| 1988                | Seúl (Corea del Sur)                             | Medalla de bronce   | Triple salto B2      |